# Alibunar
Alibunar (Servisch: Алибунар) is een gemeente in het Servische district Zuid-Banaat.
Alibunar telt 22.954 inwoners (2002). De oppervlakte bedraagt 602 km², de bevolkingsdichtheid is 38,1 inwoners per km².
De belangrijkste etnische groepen zijn:
- Serven: 13.680 (59,59 %)
- Roemenen: 6076 (26,47 %)
- Slowaken: 1195 (5,2 %)

## Plaatsen in de gemeente
De gemeente omvat naast de hoofdplaats Alibunar de volgende plaatsen:
- Banatski Karlovac
- Dobrica
- Novi Kozjak
- Ilandža
- Seleuš (Roemeens: Seleuș)
- Vladimirovac
- Janošik (Slowaaks: Janošík)
- Lokve (Roemeens: San-Mihai)
- Nikolinci (Roemeens: Nikolinț)